# تئودور دوم لاسکاریس
تئودور دوم یا تئودور دوم لاسکاریس(به یونانی: Θεόδωρος Β΄ Δούκας Λάσκαρις, Theodōros II Doukas Laskaris)(به انگلیسی: Theodore II Doukas Laskaris) (زادهٔ نوامبر ۱۲۲۱ — درگذشتهٔ ۱۶ اوت ۱۲۵۸) امپراتور نیقیه از ۱۲۵۴ تا هنگام مرگش در ۱۲۵۸ بود. هرچند او تمامی قابلیت‌های پدربزرگش تئودور یکم یا پدرش ژان سوم را نداشت اما به نوبهٔ خود فرمانروایی توانا و سربازی شایسته بود که توانست امپراتوری موفق خود در شرق قسطنطنیه را همانگونه که از پدرش به او رسیده بود  حفظ نماید.

## زندگینامه
تئودور دوم که پیشتر در زمان حیات پدرش به‌عنوان امپراتور مشترک با او تاجگذاری کرده بود پس از مرگ ژان سوم در نوامبر ۱۲۵۴ تنها امپراتور وقت نیقیه شد.
او در ابتدای حکومتش با سلطنت سلجوقی روم (در ترکیه امروزی) تجدید اتحاد نمود اما از سوی دیگر مورد حملهٔ بلغارها قرار گرفت. میخائیل دوم آسن، تزار بلغارستان در اوایل ۱۲۵۵ به تراکیه و مقدونیه یورش برد و آنها را به تصرف خود درآورد. دو طرف در فاصلهٔ سال‌های ۱۲۵۵ تا ۱۲۵۶ درگیر جنگ با یکدیگر بودند و تئودور دوم موفق شد تا دو بار از میدان نبرد با پیروزی خارج شود. او سرانجام بلغارها را مجبور نمود تا عهدنامهٔ صلحی را در مه ۱۲۵۶ با امپراتوری نیقیه به امضا برسانند.
در اکتبر ۱۲۵۶ دختر تئودور دوم به نام ماریا با نیکه‌فوروس، پسر میخائیل، فرمانروای اپیروس ازدواج نمود. با این حال تئودور به‌عنوان یکی از شروط این ازدواج از میخائیل خواست تا شهرهای دیراکوم (دورس امروزی در آلبانی) و سِرویا (در یونان) را به او بدهد. این درخواست خشم میخائیل را برانگیخت و جنگی بین دو طرف آغاز شد که تا زمان مرگ تئودور دوم در ۱۶ اوت ۱۲۵۸ نیز هنوز ادامه داشت.
با مرگ تئودور دوم پسر خردسالش ژان باعنوان ژان چهارم بر تخت امپراتوری نیقیه نشست.